# Acenaftilen
Acenaftilen (sau acenaftilena) este o hidrocarbură aromatică policiclică. Molecula sa este formată din molecula de naftalină de care este legat în pozițile 1 și 8 un ciclu nesaturat C2H2. Este un solid galben. Spre deosebire de majoritatea hidrocarburilor aromatice policiclice, nu prezintă fluorescență.

## Răspândire
Acenaftilenul reprezintă aproximativ 2% din gudroanele cărbunilor de pământ. Se produce la scară industrială prin dehidrogenarea acenaftenului.  După cum spun cercetătorii, mai mult de 20% din carbonul din univers se află răspândit sub formă de hidrocarburi aromatice policiclice. 